# (2545) Verbiest
(2545) Verbiest es un asteroide perteneciente al cinturón de asteroides, descubierto el 26 de enero de 1933 por Eugène Joseph Delporte desde el Real Observatorio de Bélgica, Uccle.

## Designación y nombre
Designado provisionalmente como 1933 BB. Fue nombrado Verbiest en honor al misionero jesuita flamenco Ferdinand Verbiest.